# صورة نهائية

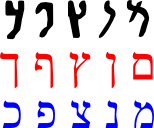
حروف מ وנ وצ وפ وכ بالخط الآرامي (سوداء) وصورها النهائية (حمراء) والمتوسطة (زرقاء) (אמצעיות) بالخط العبري الرباعي (מרובע)

الصور النهائية (بالعبرية צורות סופיות، وאותיות סופיות أي الحروف النهائية وאותיות מנצפ״ך أي حروف م‌ن‌ص‌ف‌ك‌؛ باليديشية ענדע אותיות) هي الأشكال التي تتخذها خمسة حروف عبرية إن جاءت في أواخر الكلمات. ومثلها في العربية الحروف غير المتصلة بما بعدها، سواء أكانت في آخر الكلمة أم متبوعة بهمزة على السطر.